# Gnophos luteopicta
Gnophos luteopicta är en fjärilsart som beskrevs av Thierry-mieg 1916. Gnophos luteopicta ingår i släktet Gnophos och familjen mätare. Inga underarter finns listade i Catalogue of Life.